# Le Journal de Lisa Simpson
Le Journal de Lisa Simpson (Girly Edition) est le 21e épisode de la saison 9 de la série télévisée d'animation Les Simpson.

## Synopsis
Willie le jardinier confisque le skateboard de Bart qui, pour se venger, détruit la cabane en bois de ce dernier.
Lisa est choisie par le proviseur Skinner pour présenter le journal des kids (en français journal des enfants) dans l'émission de Krusty. Bart, vexé de ne pas avoir été choisi, s'en plaint à sa mère. Marge oblige alors Lisa à donner à son frère la rubrique Sports du journal. Peu après le commencement de l'émission, Bart entend Lisa dire qu'il n'est pas très intelligent. En colère, il demande l'aide de Kent Brockman qui lui conseille de miser sur les reportages émouvants et pathétiques. Bart fait alors un reportage sur un homme âgé et les canards que ce dernier ne retrouve plus. Peu à peu, Bart s'approprie le journal, au point que Marge déclare à sa fille qu'elle « joue un rôle très important dans le journal de Bart ». Lisa, jalouse, montre à son frère une lettre parlant d'un malheureux émigré habitant dans une décharge. Bart croit tenir un scoop, mais cet homme n'est autre que... Willie, le jardinier dont il a détruit la maison ! Heureusement, Lisa arrive à temps pour le sauver.
Bart et Lisa décident alors de faire équipe pour donner naissance à un journal émouvant et rigoureux à la fois, mais le journal des kids nouvelle formule est supprimé.
Pendant ce temps, Homer apprend par Apu l'existence d'un service d'animaux assistants réservés aux personnes handicapées. Il s'en procure un et fait de lui son esclave.